# Pol (voornaam)
Pol is een voornaam die als verkorte vorm dient voor voornamen als Apollonius, Leopold of Polydoor. Tevens is er een verband met de voornaam Paul en het Latijnse Paulus (of Paullus).

## Bekende Nederlandse naamgenoten
- Pol Ankum, econoom
- Pol de Beer, politicus
- Pol van Boekel, arbiter in het profvoetbal

## Bekende Belgische naamgenoten
- Pol Anri, journalist
- Pol Appeltants, voetballer
- Pol Bollansee, zanger, lid van de Strangers
- Pol Braekman, atleet
- Pol Bury, schilder en beeldhouwer
- Pol Calet, politicus
- Pol Claeys, ondernemer en sportleider
- Pol Cockx, beeldhouwer
- Pol De Mesmaeker, voetballer
- Pol De Mont, schrijver en dichter
- Pol De Schamphelaere, industrieel
- Pol Debaise, graficus
- Pol Deltour, journalist
- Pol Deman, wielrenner
- Pol Dom, kunstenaar
- Pol Feyen, politicus
- Pol Gernaey, voetballer
- Pol Goossen, acteur
- Pol Hauspie, ondernemer
- Pol Heyninck, journalist

- Pol Heyns, auteur
- Pol Hoste, auteur
- Pol Jacquemyns, sportjournalist
- Pol Jonckheere, ondernemer en sportbestuurder
- Pol Le Roy, dichter
- Pol Mara, tekenaar
- Pol Marck, politicus
- Pol Matthé, kunstenaar
- Pol Peters, voetballer en coach
- Pol Provost, politicus
- Pol Quadens, designer
- Pol Spilliaert, beeldhouwer
- Pol Swings, astrofysicus
- Pol Van Den Driessche, journalist
- Pol Vanhaverbeke, dichter
- Pol Vermander, politicus
- Pol Verschuere, wielrenner
- Pol-Clovis Boël, industrieel en politicus
- Pol-Gustave Boël, industrieel en politicus

### Bekende fictieve Belgische naamgenoten
- Pol De Tremmerie, uit F.C. De Kampioenen

## Bekende overige naamgenoten
- Pol Amat, Spaans hockeyer
- Pol Calvet, Spaans voetballer
- Pol Espargaró, Spaans motorcoureur
- Pol García, Spaans voetballer
- Pol Lirola, Spaans voetballer
- Pol Llonch, Spaans voetballer
- Pol Pot, Cambodjaans dictator
- Pol Rosell, Spaans autocoureur